# لورينس هايد
لورانس إيفلين هايد (6 يونيو 1914- 8أغسطس 1987) هو فنان كندي إنجليزي المولد صانع أفلام، رسام، وفنان جرافيكي، والمعروف كذلك بعمله مع المجلس القومي للسينما في كندا، وتصميم الطوابع لخدمة البريد الكندي، وكاتب الرواية الصامتة الصليب الجنوبي (1951).

## حياته
ولد هايد في المملكة المتحدة في كينغستون (بالقرب من لندن)، هاجر إلى كندا في عام 1926 مع والديه.
إستقر هايد في تورونتو، كما أنجز الكثير من الأعمال التي عرضت في معرض تورينتو للفن (الآن في معرض الفن في أونتاريو).